# Убалари
Убала́ри (рос. Убалары, башк. Убалар) — присілок у складі Архангельського району Башкортостану, Росія. Входить до складу Арх-Латиської сільської ради.
Населення — 248 осіб (2010; 272 в 2002).
Національний склад:
- башкири — 98 %